# Ctenotus brevipes
Ctenotus brevipes (кортконогий гребневухий сцинк) — вид сцинкоподібних ящірок родини сцинкових (Scincidae). Ендемік Австралії.

## Поширення і екологія
Коротконогі гребневухі сцинки мешкають на півночі Квінсленда, від затоки Карпентарія до півострова Кейп-Йорк. Вони живуть в сезонно сухих рідколіссях. Вони живуть в невисоких чагарникових заростях та сухих рідколіссях.